# 陈抟高卧
《陈抟高卧》是一部元杂剧，马致远著。全名《西华山陈抟高卧》（《元曲選》本）或《泰华山陈抟高卧》（《元刊雜劇三十種》本）。
讲宋太祖得到陈抟的指点，做了皇帝后想以富贵报答，而陈抟则一心向道的故事。